# Trialeurodes unadutus
Trialeurodes unadutus là một loài côn trùng cánh nửa trong họ Aleyrodidae, phân họ Aleyrodinae.
Trialeurodes unadutus được Baker & Moles miêu tả khoa học đầu tiên năm 1921.